# Sovata
Sovata (węg. Szováta) – miasto w Rumunii, w okręgu Marusza, w Siedmiogrodzie. Liczy 12 tys. mieszkańców (2006).

## Miasta partnerskie
- Tata
- Sümeg
- Százhalombatta
- Szikszó
- Brzesko